# لرنس، نبراسکا
لرنس(به انگلیسی: Lawrence) شهری در ایالت نبراسکا کشور ایالات متحده آمریکا است که جمعیت آن در سرشماری سال ۲۰۱۰ میلادی، ۳۰۴ نفر بوده‌است.